# U.S. Route 27
U.S. Route 27 (ou U.S. Highway 27) é uma autoestrada dos Estados Unidos.
Faz a ligação do Sul para o Norte. A U.S. Route 27 foi construída em 1926 e tem 1 373 milhas (2,21 km).

## Principais ligações
Autoestrada 10 em Tallahassee

 Autoestrada 24 em Chattanooga

 Autoestrada 64 em Lexington

 Autoestrada 71 em Cincinnati